# Ronde van Burgos 2023 (vrouwen)
De achtste editie van de Ronde van Burgos voor vrouwen vond plaats van 18 tot 21 mei 2023. Net als de vorige jaren maakt de wedstrijd deel uit van de UCI Women's World Tour 2023. Titelverdedigster Juliette Labous werd opgevolgd door de Nederlandse Demi Vollering, die twee van de vier etappes won.

## Deelname
Elf UCI Women's World Tour-ploegen namen deel, aangevuld met elf continentale teams, waaronder de Belgische ploeg AG Insurance-Soudal Quick-Step.
| UCI World Tour teams                                                                                | UCI World Tour teams                               | UCI Continental teams | UCI Continental teams                                                                                   |
| --------------------------------------------------------------------------------------------------- | -------------------------------------------------- | --- | --- |
| Canyon-SRAM EF Education-TIBCO-SVB FDJ-Suez Israel Premier Tech Roland Jayco AlUla Liv Racing Xstra | Movistar SD Worx Trek-Segafredo UAE Team ADQ Uno-X | AG Insurance-Soudal Quick-Step BePink Bizkaia-Durango Cofidis Cantabria Deporte-Rio Miera Colombia Pacto Por El Deporte-GW Shimano | Eneicat-Cmteam-Seguros Deportivos Lifeplus Wahoo Massi-Tactic Farto-BTC Laboral Kutxa-Fundación Euskadi |

## Etappe-overzicht
| Etappe | Datum  | Start          | Finish           | Type       | Afstand  | Winnaar        | Klassementsleider |
| ------ | ------ | -------------- | ---------------- | ---------- | -------- | -------------- | ----------------- |
| 1      | 18 mei | Quintanaortuño | Medina de Pomar  | Heuvelrit  | 115,6 km | Lorena Wiebes  | Lorena Wiebes     |
| 2      | 19 mei | Sotresgudo     | Lerma            | Heuvelrit  | 118,9 km | Demi Vollering | Lorena Wiebes     |
| 3      | 20 mei | Caleruega      | Aranda de Duero  | Vlakke rit | 112,7 km | Lorena Wiebes  | Lorena Wiebes     |
| 4      | 21 mei | Tordómar       | Lagunas de Neila | Bergrit    | 121,5 km | Demi Vollering | Demi Vollering    |

## Klassementenverloop
| Etappe       | Winnaar        | Algemeen klassement · | Puntenklassement · | Bergklassement · | Jongerenklassement · | Ploegenklassement |
| ------------ | -------------- | --------------------- | ------------------ | ---------------- | -------------------- | ----------------- |
| 1            | Lorena Wiebes  | Lorena Wiebes         | Lorena Wiebes      | Soraya Paladin   | Lorena Wiebes        | Team SD Worx      |
| 2            | Demi Vollering | Lorena Wiebes         | Chloé Dygert       | Soraya Paladin   | Lorena Wiebes        | Team SD Worx      |
| 3            | Lorena Wiebes  | Lorena Wiebes         | Lorena Wiebes      | Soraya Paladin   | Lorena Wiebes        | Team SD Worx      |
| 4            | Demi Vollering | Demi Vollering        | Lorena Wiebes      | Demi Vollering   | Shirin van Anrooij   | Canyon-SRAM       |
| 0Eindstanden | 0Eindstanden   | Demi Vollering        | Lorena Wiebes      | Demi Vollering   | Shirin van Anrooij   | Canyon-SRAM       |

2015 · 
2016 · 
2017 · 
2018 · 
2019 ·
2020 · 
2021 · 
2022 · 
2023 · 
2024 · 
2025
Tour Down Under ·
Cadel Evans Great Ocean Road Race ·
Ronde van de Verenigde Arabische Emiraten ·
Omloop Het Nieuwsblad ·
Strade Bianche ·
Ronde van Drenthe ·
Trofeo Alfredo Binda-Comune di Cittiglio ·
Brugge-De Panne ·
Gent-Wevelgem ·
Ronde van Vlaanderen ·
Parijs-Roubaix ·
Amstel Gold Race ·
Waalse Pijl ·
Luik-Bastenaken-Luik ·
La Vuelta España Femenina ·
Itzulia Women ·
Ronde van Burgos ·
RideLondon Classic ·
Ronde van Zwitserland ·
Giro Donne ·
Tour de France Femmes ·
Ronde van Scandinavië ·
GP de Plouay-Bretagne ·
Simac Ladies Tour ·
Ronde van Romandië ·
Ronde van Chongming ·
Ronde van Guangxi
Afgelaste wedstrijden: The Women's Tour ·
Postnord Vårgårda WestSweden